# 道の駅よがんす白竜
道の駅よがんす白竜（みちのえき よがんすはくりゅう）は、広島県三原市大和町和木にある国道432号の道の駅である。

## 沿革
- 1995年（平成7年）8月3日 - 登録。
- 1996年（平成8年）9月10日 - 開業。
- 2013年（平成25年）
  - 9月20日 リニューアル[1]。
  - 9月28日・29日 リニューアル記念イベントを開催[1]。
- 2015年（平成27年）4月 - 電気自動車（EV）用の急速充電器を設置[2]。

## 施設
- 駐車場 : 20台
  - 普通車 : 17台
  - 大型車 : 3台
  - 身障者用 : 1台
- トイレ
  - 男 : 大 2器・小 4器
  - 女 : 4器
  - 身障者用 : 1器
- 公衆電話 : 1台
- レストラン（10:00 - 17:30）
- 売店
- 情報コーナー

### 休館日
- 年末

## アクセス
- 国道432号 - 登録路線
  - 竹原市 - 河内IC（山陽自動車道） - 東広島市河内町 - 道の駅よがんす白竜 - 三原市大和町 和木交差点（国道486号） - 世羅町 - 世羅IC（尾道自動車道） - 府中市上下町 - 庄原市方面
- 国道486号 - 三原市大和町 和木交差点で国道432号に接続
  - 尾道市御調町方面 - 三原久井IC（山陽自動車道） - 大和南IC（広島中央フライトロード 広島空港方面） - 三原市 和木交差点（国道432号） - 東広島市高屋町 - 西条IC - 東広島市西条町方面

## 周辺
- 応海山棲真寺
- 白竜湖